# Obispado castrense de Argentina
El obispado castrense de la República Argentina u ordinariato militar de Argentina es una circunscripción eclesiástica de la Iglesia católica en Argentina. Se trata de un ordinariato militar latino, inmediatamente sujeto a la Santa Sede. Desde el 30 de junio de 2017 el ordinario militar es el obispo Santiago Olivera.

## Territorio y organización

### Jurisdicción

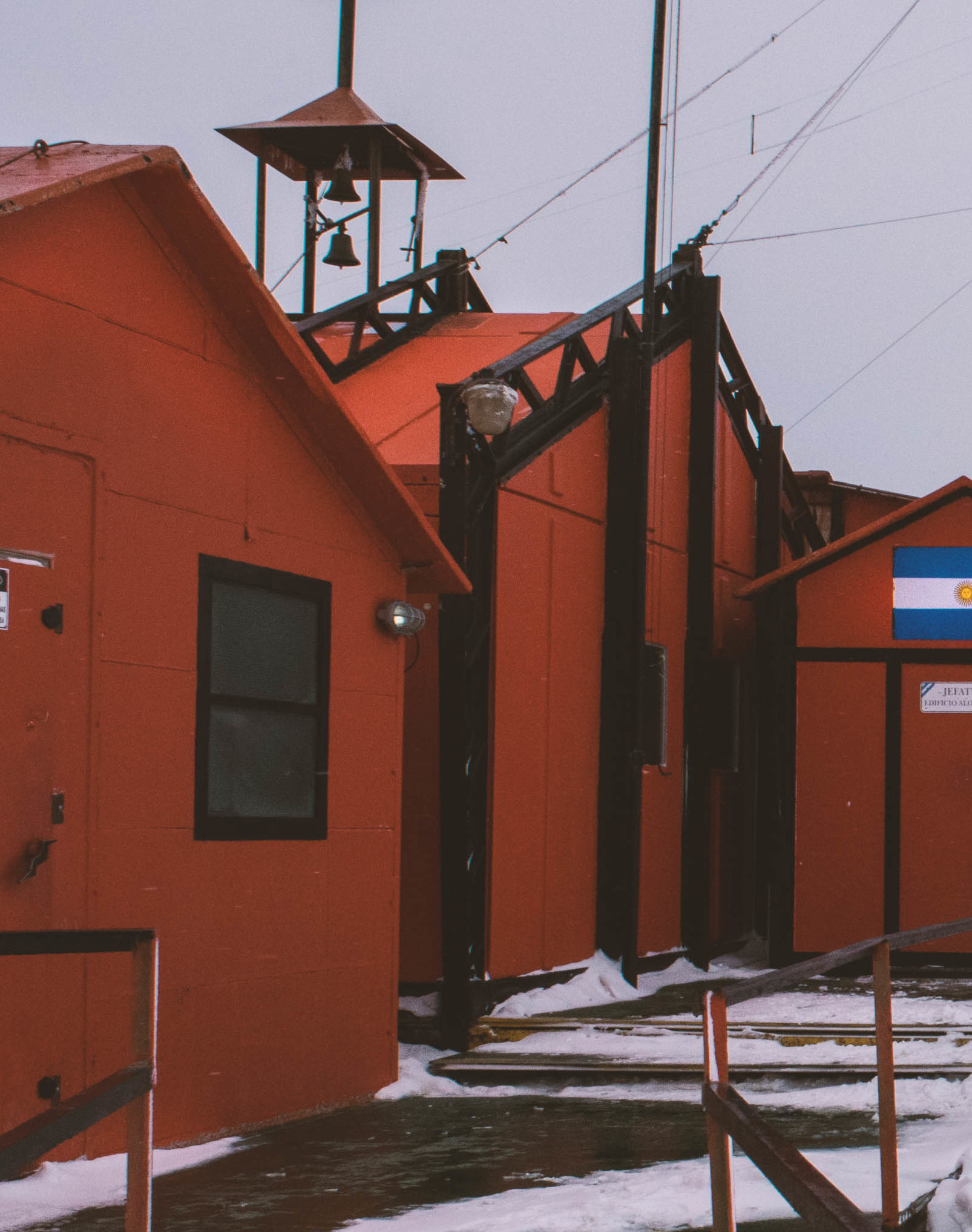
Capilla de la Santísima Virgen de Luján, en la Base Marambio (Antártida)

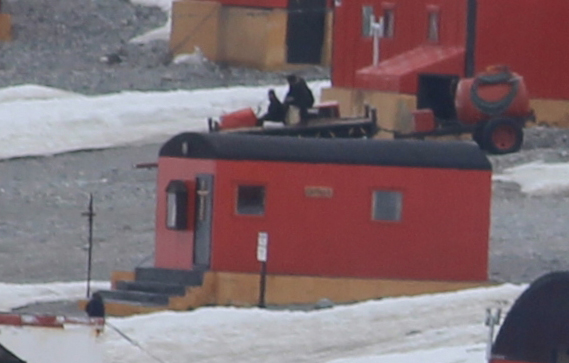
Capilla de San Francisco de Asís, en la Base Esperanza (Antártida)

El ordinariato militar tiene jurisdicción personal peculiar ordinaria y propia sobre los fieles católicos militares de rito latino (y otros fieles definidos en los estatutos), incluso si se hallan fuera de las fronteras del país, pero los fieles continúan siendo feligreses también de la diócesis y parroquia de la que forman parte por razón del domicilio o del rito, pues la jurisdicción es cumulativa con el obispo del lugar. Los cuarteles y los lugares reservados a los militares están sometidos primera y principalmente a la jurisdicción del ordinario militar, y subsidiariamente a la jurisdicción del obispo diocesano cuando falta el ordinario militar o sus capellanes. El ordinariato tiene su propio clero, pero los obispos diocesanos le ceden sacerdotes para llevar adelante la tarea de capellanes militares de forma exclusiva o compartida con las diócesis. 
Los cuarteles y los lugares reservados a los militares están sometidos primera y principalmente a la jurisdicción del ordinario militar, y subsidiariamente a la jurisdicción del obispo diocesano cuando falten el ordinario militar o sus capellanes.

a) Pertenece al OCA, además del clero incardinado y agregado:

Todos los fieles militares y civiles que pertenecen a alguna de las Fuerzas Armadas o de Seguridad, y el personal de los Ministerios de quienes dependen;

Todos los miembros de sus familias, es decir, esposos e hijos, incluidos aquellos que, emancipados, vivan en la misma casa; así como los empleados domésticos que asimismo vivan en la casa.

Los que reciben o prestan servicios establemente en los institutos de formación y centros hospitalarios militares.

Todos los fieles de uno y otro sexo, pertenecientes o no a algún instituto de vida consagrada, que ejercen un oficio permanente confiado por el Ordinariato militar.

Los militares extranjeros presentes en el territorio nacional, que prestan servicios, mientras dure el mismo.
Estatutos del ordinariato militar de Argentina

La jurisdicción se extiende sobre las bases antárticas argentinas y las misiones de paz que Argentina envía al extranjero. Las capillas ubicadas en la Casa Rosada (Cristo Rey) y en la Quinta presidencial de Olivos (Nuestra Señora de la Merced) están bajo jurisdicción del obispado castrense en virtud de que la custodia presidencial es desempeñada por el Regimiento de Granaderos a Caballo General San Martín y de que el presidente de la Nación es el comandante de las Fuerzas Armadas.
Existen capellanías para cada una de las tres Fuerzas Armadas argentinas. El obispado castrense tiene jurisdicción sobre los fieles católicos de la Gendarmería Nacional Argentina y de la Prefectura Naval Argentina ya que estas fuerzas de seguridad militarizadas dependían orgánicamente del Ejército y de la Armada, respectivamente, hasta la promulgación de la ley n.º 23023 el 8 de diciembre de 1983. No tiene jurisdicción sobre la Policía Federal Argentina, que cuenta con una capellanía general al frente de la División Clero Policial cuyo capellán general es designado por un acuerdo entre el jefe de la Policía Federal y el arzobispo de Buenos Aires. Tampoco tiene jurisdicción sobre las policías provinciales, cuyos capellanes son designados por acuerdos con los obispos locales. El 14 de marzo de 2019 el obispo Santiago Olivera decretó la creación de la Capellanía Mayor de la Policía de Seguridad Aeroportuaria, designando como su santa patrona a Nuestra Señora del Buen Viaje. Previamente el Ministerio de Seguridad dispuso por resolución 153/2019 de 1 de marzo de 2019 que la capellanía mayor de esta fuerza de seguridad se integrara al Obispado Castrense.

### Organización
El obispado castrense tiene a su frente un obispo designado por la Santa Sede. Los miembros de la curia castrense (llamada Oficina Central del Obispado Castrense) son nombrados por el obispo y ratificados por el presidente de la Nación a los efectos de la administración estatal.
Por decreto n.º 1191/2002 de 4 de julio de 2002 se dispuso:

Artículo 1° — Sustitúyese el artículo 1° del Decreto N° 1084/98 por el siguiente: "ARTICULO 1°.- La CURIA CASTRENSE u OFICINA CENTRAL DEL OBISPADO CASTRENSE estará integrada por: UN (1) Obispo Castrense con rango de Subsecretario, UN (1) Obispo Auxiliar o Vicario Castrense, UN (1) Vicario General y Moderador de la Curia, UN (1) Secretario General Castrense, UN (1) Asesor Eclesiástico, UN (1) Coordinador Administrativo y TRES (3) Secretarios o Notarios de Curia."

El estatuto del obispado castrense define los cargos de la curia: vicario general castrense (moderador de la curia), secretario general castrense (es canciller e integra el Consejo de Capellanes Mayores), asesor, tesorero o ecónomo, tres secretarios y/o notarios. A requerimiento del ordinario castrense, las autoridades nacionales pertinentes pueden comisionar otro personal civil o militar para colaborar con la misión de la curia.
El ordinariato tiene su propio clero, pero los obispos diocesanos le ceden sacerdotes para llevar adelante la tarea de capellanes militares de forma exclusiva o compartida con la diócesis. El seminario Santo Cura de Ars del obispado castrense se encuentra en Mercedes, provincia de Buenos Aires, y fue creado en 1983.
Los organismos colegiados existentes en el obispado castrense son: Consejo de Asuntos Económicos, Consejo de Capellanes Mayores, Consejo Presbiteral Castrense y Consejo Pastoral Castrense.
El obispado castrense de Argentina carece de tribunal propio, siendo competentes para la primera instancia el Tribunal Regional Bonaerense y, para la segunda instancia, el Tribunal Nacional Eclesiástico de Apelación.
El obispado castrense se divide jurisdiccionalmente en capellanías mayores o decanatos, cuyos capellanes mayores conforman un consejo:
- Capellanía Mayor del Ejército Argentino[8]
- Capellanía Mayor de la Fuerza Aérea Argentina
- Capellanía Mayor de la Armada Argentina
- Capellanía Mayor de la Gendarmería Nacional Argentina
- Capellanía Mayor de la Prefectura Naval Argentina (creada en 1994)
- Capellanía Mayor de la Policía de Seguridad Aeroportuaria (creada en 2019)

Cada capellanía mayor se divide en capellanías castrenses (asimilables a parroquias). Excepto los institutos de formación y centros hospitalarios militares, las mismas coinciden jurisdiccionalmente con las respectivas divisiones militares en comandos, aunque pueden ser agrupadas.
Las iglesias castrenses que ya eran parroquias de una diócesis local al crearse el vicariato, siguen siéndolo respecto de esa diócesis y a la vez son capellanías militares. En 2021 en el ordinariato militar existían 5 parroquias. 
- Inmaculada Concepción en Posadas, que integra la diócesis de Posadas y es la capellanía militar de la Guarnición de Ejército Posadas;
- Nuestra Señora de Luján en Buenos Aires, que integra la arquidiócesis de Buenos Aires y se halla en un predio del Ministerio de Defensa;
- Stella Maris en Punta Alta, que integra la arquidiócesis de Bahía Blanca y es la capellanía militar de la base naval de Puerto Belgrano;
- San Gabriel Arcángel en El Palomar, que es la capellanía militar de la Guarnición Aérea El Palomar. Aunque ubicada dentro de la diócesis de Morón, está completamente en jurisdicción castrense.

La sede del ordinariato militar se encuentra en la ciudad de Buenos Aires, en donde se halla la Catedral castrense Stella Maris, en un predio que la Armada Argentina le entregó el 22 de abril de 1958. La catedral fue inaugurada el 17 de agosto de 1965.

## Historia

### Antecedentes
Durante la dominación colonial de España sobre la región del Río de la Plata la atención espiritual de los militares era ejercida por capellanes dependientes del patriarca de las Indias Occidentales, quien era vicario general de los ejércitos españoles con jurisdicción en tierra y mar. 
Esa organización fue establecida en 1736 por el papa Clemente XII a instancias del rey Felipe V de España, mediante el breve Quoniam exercitibus, estableciendo la capellanía mayor y posteriormente uniendo ese cargo al patriarca. El obispo de Buenos Aires recibía por delegación el cargo de teniente vicario castrense. 
En 1764 el papa Clemente XII dictó el breve Apostolices benignitates, por el cual declaró súbditos de la jurisdicción eclesiástica castrense a cuantos militares estuviesen bajo las banderas del rey por mar y tierra.
La Asamblea del año XIII estableció el 29 de noviembre de 1813 la vicaría general castrense para reemplazar a la jurisdicción patriarcal, designando al canónigo Diego Estanislao Zavaleta, a cargo de la diócesis de Buenos Aires (provisor y gobernador del obispado por ausencia del obispo), como vicario general castrense. Esta designación no contó con la aprobación papal, en razón de la guerra de Independencia y de la persistencia del reconocimiento vaticano del patronato regio. 
Luego de la suspensión de las autoridades nacionales en 1820, el 1 de julio de 1822 fue suprimida la vicaría general castrense por el Gobierno de la provincia de Buenos Aires, pasando sus funciones al clero ordinario. Sin embargo, continuó existiendo de hecho.
A partir del 1 de abril de 1909 se designó un vicario general para el Ejército (vicaría general del Ejército) y otro para la Armada (vicaría general de la Armada), al ser separados los ministerios de Ejército y de Marina en el Gobierno nacional.

### Vicariato castrense
El primer tratado entre la Santa Sede y la República Argentina fue el Acuerdo entre la Nación Argentina y la Santa Sede sobre Jurisdicción Castrense y Asistencia Religiosa a las Fuerzas Armadas firmado en Roma el 28 de junio de 1957. Este acuerdo estableció el vicariato castrense de Argentina en reemplazo de las vicarías generales de Ejército y de Armada:

ARTÍCULO I – La Santa Sede constituye en Argentina un Vicariato Castrense para atender al cuidado espiritual de los militares de Tierra, Mar y Aire.
 Sin perjuicio de las disposiciones fijadas en el presente Acuerdo. el Vicariato Castrense se rige por el Decreto de erección eclesiástica emanado par la Sagrada Congregación Consistorial y las normas contenidas en la Instrucción De vicariis castrensibus (AAS 43/1951, p. 562).
ARTÍCULO II – El Servicio Religioso Castrense está integrado por el Vicario Castrense, tres Capellanes Mayores para las Fuerzas respectivamente de Tierra, Mar y Aire, y los Capellanes Militares de dichas fuerzas.
El Vicario Castrense puede designar un Pro-Vicario.

Estaba basado en la instrucción Sollemne semper de 23 de abril de 1951 de la Sagrada Congregación Consistorial. Fue ratificado por el Gobierno nacional el 5 de julio de 1957 mediante decreto-ley n.º 7623/1957, y puesto en ejecución por decreto n.º 12958/1957 luego de que fuera erigido el 8 de julio de 1957 mediante el decreto Vicariatus castrenses de la Congregación Consistorial. Ese decreto-ley dispuso que el vicario castrense tuviera su asiento permanente en la ciudad de Buenos Aires, que en el orden militar y jurídico dependiera directamente del presidente de la Nación, y que el vicariato castrense estuviera constituido por el vicario castrense, un provicario, un secretario general, tres capellanes mayores para las fuerzas militares de tierra, mar y aire, y los capellanes castrenses.
El Reglamento Orgánico del Vicariato Castrense fue aprobado por decreto n.º 5924/1958 de 24 de abril de 1958.

### Obispado castrense
Mediante la promulgación de la constitución apostólica Spirituali Militum Curae por el papa Juan Pablo II el 21 de abril de 1986 los vicariatos militares fueron renombrados como ordinariatos militares o castrenses y equiparados jurídicamente a las diócesis. Cada ordinariato militar se rige por un estatuto propio emanado de la Santa Sede y tiene a su frente un obispo ordinario nombrado por el papa teniendo en cuenta los acuerdos con los diversos Estados. 
Mediante notas reversales entre la Santa Sede y el Gobierno argentino el 21 de abril de 1992 fue actualizado y modificado el acuerdo de 1957, de manera de incorporar los preceptos respectivos del Concilio Vaticano II, el concordato de 10 de octubre de 1966, el nuevo Código de Derecho Canónico promulgado el 25 de enero de 1983 y la constitución apostólica Spirituali Militum Curae. El Gobierno nacional dispuso por decreto 1526/1992:

Artículo 1° — Reconócese al "OBISPADO CASTRENSE DE LA REPUBLICA ARGENTINA", antes denominado VICARIATO CASTRENSE, con el rango y dignidad de Diócesis.

Luego de que en 1996 la Gendarmería Nacional y la Prefectura Naval dejaran de depender orgánicamente del Ministerio de Defensa, por el decreto n.º 1187/1997 de 12 de noviembre de 1997 se transfirió la jurisdicción sobre el obispado castrense desde el Ministerio de Defensa al ámbito de la Presidencia de la Nación.

## Estadísticas
Según el Anuario Pontificio 2022 el obispado castrense tenía a fines de 2021 un total de 167 sacerdotes, un diácono permanente, 11 religiosos y 14 religiosas.
| Año                                                                             | Población            | Población | Población      | Sacerdotes | Sacerdotes    | Sacerdotes    | Bautizados por sacerdote | Diáconos permanentes | Religiosos | Religiosos | Parroquias |
| Año                                                                             | Bautizados católicos | Total     | % de católicos | Total      | Clero secular | Clero regular | Bautizados por sacerdote | Diáconos permanentes | Varones    | Mujeres    | Parroquias |
| ------------------------------------------------------------------------------- | -------------------- | --------- | -------------- | ---------- | ------------- | ------------- | ------------------------ | -------------------- | ---------- | ---------- | ---------- |
| 1999                                                                            |                      |           |                | 179        | 154           | 25            |                          |                      | 25         | 46         | 70         |
| 2000                                                                            |                      |           |                | 128        | 108           | 20            |                          |                      | 20         | 36         | 90         |
| 2001                                                                            |                      |           |                | 128        | 108           | 20            |                          |                      | 20         | 36         | 90         |
| 2002                                                                            |                      |           |                | 126        | 106           | 20            |                          |                      | 20         | 24         | 90         |
| 2003                                                                            |                      |           |                | 116        | 96            | 20            |                          |                      | 20         | 24         | 4          |
| 2004                                                                            |                      |           |                | 42         | 28            | 14            |                          |                      | 14         | 25         | 4          |
| 2013                                                                            |                      |           |                | 154        | 135           | 19            |                          | 2                    | 19         | 12         | 4          |
| 2016                                                                            |                      |           |                | 195        | 178           | 17            |                          | 1                    | 17         | 16         | 4          |
| 2019                                                                            |                      |           |                | 184        | 169           | 15            |                          | 0                    | 15         | 12         | 5          |
| 2021                                                                            |                      |           |                | 167        | 156           | 11            |                          | 1                    | 11         | 14         | 5          |
| Fuente: Catholic-Hierarchy, que a su vez toma los datos del Anuario Pontificio. |                      |           |                |            |               |               |                          |                      |            |            |            |

## Episcopologio
| n.º | Nombre                               | Mandato                                               | Título                                                            |
| --- | ------------------------------------ | ----------------------------------------------------- | ----------------------------------------------------------------- |
| 1.º | Fermín Emilio Lafitte †              | 8 de julio de 1957-8 de agosto de 1959, falleció      | Vicario castrense                                                 |
| 2.º | Antonio Caggiano †                   | 14 de diciembre de 1959-22 de abril de 1975, retirado | Vicario castrense                                                 |
| 3.º | Adolfo Servando Tortolo †            | 7 de julio de 1975-30 de marzo de 1982, retirado      | Vicario castrense                                                 |
| 4.º | José Miguel Medina †                 | 30 de marzo de 1982-7 de marzo de 1990, falleció      | Vicario castrense (hasta el 21 de julio de 1986) Obispo castrense |
| 5.º | Norberto Eugenio Conrado Martina OFM | 8 de noviembre de 1990-28 de agosto de 2001, falleció | Obispo castrense                                                  |
| 6.º | Antonio Juan Baseotto C.SS.R.        | 8 de noviembre de 2002-15 de mayo de 2007, retirado   | Obispo castrense                                                  |
| 7.º | Pedro Candia                         | 15 de mayo de 2007-30 de junio de 2018                | Administrador diocesano (sede vacante)                            |
| 8.º | Santiago Olivera                     | Desde el 30 de junio de 2017                          | Obispo castrense                                                  |